# Cristiano II del Palatinato-Zweibrücken-Birkenfeld
Cristiano II di Zweibrücken-Birkenfeld (Bischwiller, 22 giugno 1637 – Birkenfeld, 26 aprile 1717) fu duca di Birkenfeld-Bischweiler dal 1654 al 1717, duca di Zweibrücken-Birkenfeld dal 1671 al 1717 e conte di Rappoltstein dal 1673 al 1699.

## Biografia
Cristiano nacque a Bischwiller nel 1637, maggiore dei figli sopravvissuti del conte palatino Cristiano I del Palatinato-Birkenfeld-Bischweiler. Alla morte del padre nel 1654, gli succedette nel governo dei territori presso Bischweiler. Nel 1671 ereditò anche il Palatinato-Zweibrücken-Birkenfeld da suo cugino, Carlo II Ottone. Per eredità della moglie fu anche conte di Rappoltstein dal 1673, sin quando non garantì il titolo al figlio Cristiano III.

## Matrimonio e figli
Cristiano sposò la contessa Caterina Agata di Rappoltstein (15 giugno 1648 – 16 luglio 1683) il 5 settembre 1667 ed ebbe i seguenti eredi:
- Maddalena Claudia (16 settembre 1668 – 9 dicembre 1704);
- Luigi (26 dicembre 1669 – 2 aprile 1670);
- Elisabetta Sofia Augusta (2 agosto 1671 – 18 ottobre 1672);
- Cristina Caterina (2 agosto 1671 – 15 maggio 1673);
- Carlotta Guglielmina (18 ottobre 1672 – 29 maggio 1673);
- Cristiano (7 novembre 1674 – 3 febbraio 1735);
- Luisa (28 ottobre 1679 – 3 maggio 1753).

## Ascendenza
|                                                   |                                       |                                            | Genitori                        |  |  | Nonni |  |  | Bisnonni                            |  |  | Trisnonni                           |  |
|                                                   |                                       |                                            |                                 |  |  |       |  |  | Volfango del Palatinato-Zweibrücken |  |  | Luigi II del Palatinato-Zweibrücken |  |
|                                                   |                                       |                                            |                                 |  |  |       |  |  | Volfango del Palatinato-Zweibrücken |  |  | Luigi II del Palatinato-Zweibrücken |  |
|                                                   |                                       | Elisabetta d'Assia                         |                                 |  |  |       |  |  | Volfango del Palatinato-Zweibrücken |  |  |                                     |  |
| Carlo I del Palatinato-Zweibrücken-Birkenfeld     |                                       |                                            |                                 |  |  |       |  |  | Volfango del Palatinato-Zweibrücken |  |  |                                     |  |
|                                                   |                                       | Anna d'Assia                               | Filippo I d'Assia               |  |  |       |  |  |                                     |  |  |                                     |  |
|                                                   |                                       | Anna d'Assia                               | Filippo I d'Assia               |  |  |       |  |  |                                     |  |  |                                     |  |
|                                                   |                                       | Anna d'Assia                               | Cristina di Sassonia            |  |  |       |  |  |                                     |  |  |                                     |  |
| Cristiano I del Palatinato-Birkenfeld-Bischweiler |                                       | Anna d'Assia                               |                                 |  |  |       |  |  |                                     |  |  |                                     |  |
|                                                   |                                       | Guglielmo il Giovane di Brunswick-Lüneburg | Ernesto I di Brunswick-Lüneburg |  |  |       |  |  |                                     |  |  |                                     |  |
|                                                   |                                       | Guglielmo il Giovane di Brunswick-Lüneburg | Ernesto I di Brunswick-Lüneburg |  |  |       |  |  |                                     |  |  |                                     |  |
|                                                   |                                       | Guglielmo il Giovane di Brunswick-Lüneburg | Sofia di Meclemburgo-Schwerin   |  |  |       |  |  |                                     |  |  |                                     |  |
| Dorotea di Brunswick-Lüneburg                     |                                       | Guglielmo il Giovane di Brunswick-Lüneburg |                                 |  |  |       |  |  |                                     |  |  |                                     |  |
|                                                   |                                       | Dorotea di Danimarca                       | Cristiano III di Danimarca      |  |  |       |  |  |                                     |  |  |                                     |  |
|                                                   |                                       | Dorotea di Danimarca                       | Cristiano III di Danimarca      |  |  |       |  |  |                                     |  |  |                                     |  |
|                                                   |                                       | Dorotea di Danimarca                       | Dorotea di Sassonia-Lauenburg   |  |  |       |  |  |                                     |  |  |                                     |  |
| Cristiano II del Palatinato-Birkenfeld-Birkenfeld |                                       | Dorotea di Danimarca                       |                                 |  |  |       |  |  |                                     |  |  |                                     |  |
|                                                   | Giovanni I del Palatinato-Zweibrücken | Volfango del Palatinato-Zweibrücken        |                                 |  |  |       |  |  |                                     |  |  |                                     |  |
|                                                   | Giovanni I del Palatinato-Zweibrücken | Volfango del Palatinato-Zweibrücken        |                                 |  |  |       |  |  |                                     |  |  |                                     |  |
|                                                   | Giovanni I del Palatinato-Zweibrücken | Anna d'Assia                               |                                 |  |  |       |  |  |                                     |  |  |                                     |  |
| Giovanni II del Palatinato-Zweibrücken            | Giovanni I del Palatinato-Zweibrücken |                                            |                                 |  |  |       |  |  |                                     |  |  |                                     |  |
|                                                   |                                       | Maddalena di Jülich-Kleve-Berg             | Guglielmo di Jülich-Kleve-Berg  |  |  |       |  |  |                                     |  |  |                                     |  |
|                                                   |                                       | Maddalena di Jülich-Kleve-Berg             | Guglielmo di Jülich-Kleve-Berg  |  |  |       |  |  |                                     |  |  |                                     |  |
|                                                   |                                       | Maddalena di Jülich-Kleve-Berg             | Maria d'Austria                 |  |  |       |  |  |                                     |  |  |                                     |  |
| Maddalena Caterina del Palatinato-Zweibrücken     |                                       | Maddalena di Jülich-Kleve-Berg             |                                 |  |  |       |  |  |                                     |  |  |                                     |  |
|                                                   |                                       | Renato II di Rohan                         | Renato I di Rohan               |  |  |       |  |  |                                     |  |  |                                     |  |
|                                                   |                                       | Renato II di Rohan                         | Renato I di Rohan               |  |  |       |  |  |                                     |  |  |                                     |  |
|                                                   |                                       | Renato II di Rohan                         | Isabella di Navarra             |  |  |       |  |  |                                     |  |  |                                     |  |
| Caterina di Rohan                                 |                                       | Renato II di Rohan                         |                                 |  |  |       |  |  |                                     |  |  |                                     |  |
|                                                   |                                       | Catherine de Parthenay                     | Giovanni V di Parthenay         |  |  |       |  |  |                                     |  |  |                                     |  |
|                                                   |                                       | Catherine de Parthenay                     | Giovanni V di Parthenay         |  |  |       |  |  |                                     |  |  |                                     |  |
|                                                   |                                       | Catherine de Parthenay                     | Antoinette d'Aubeterre          |  |  |       |  |  |                                     |  |  |                                     |  |
|                                                   |                                       | Catherine de Parthenay                     |                                 |  |  |       |  |  |                                     |  |  |                                     |  |